# سینما جام جام (یزد)
سینما جام جام یک سینما در شهر یزد، ایران است.
این سینما که متعلق به بخش خصوصی می‌باشد در سال ۱۳۸۲ با یک سالن به ظرفیت ۶۰۰ نفر افتتاح شده‌است. سینما جام جم در حال حاضر دارای ۴ سالن می‌باشد.